# 陳文屏
陳文屏（Wen-Ping Chen，1958年—）台灣天文學家，現任教於國立中央大學天文研究所並曾任所長。主要觀測天文學方向研究；並積極推動天文教育。生於台灣屏東縣眷村，其名字中的『屏』，即是屏東之意。。

## 生平
陳文屏於1976年進入國立中央大學物理系就讀，並於1980年取得學位。期間曾出任校內天文社社長。畢業後前往紐約州立大學石溪分校就讀天文學，1990年取得天文學博士學位，及後曾在位於華盛頓特區的卡內基科學研究所（Carnegie Institution of Washington）地磁部門（Department of Terrestrial Magnstism）擔任卡內基研究員。1992年回台，於國立中央大學天文研究所和物理系任教。並且擔任過中央天文研究所所長，且曾任中華民國天文學會理事長。

## 研究
陳文屏的研究主要是觀測天文學和恆星形成與紅外線天文學。並且參與台美掩星計畫。他也是泛星計畫台灣團隊的其中一位共同主持人。鹿林天文台一米望遠鏡和台美掩星計畫儀器設置是在他任職天文研究所所長期間完成。
陳文屏現已發表超過百篇期刊論文。

## 科學教育
陳文屏重視天文教育普及，常發表相關文章於各報章雜誌。並且在中央大學校內開設「尋找外星生命」等通識課程。

## 著作

### 書籍
- 《星空50講:帶你探索宇宙》，ISBN 9789570859294，陳文屏，聯經出版。2021年6月初版。
- 《石油用完了怎麼辦？十五堂你不知道的科學課》，ISBN 9789867001863，王文竹等（包含陳文屏）著，貓頭鷹出版社出版。2007年12月13日。
- 《尋找宇宙生命》，ISBN 9579815275，陳文屏、羅履維譯，Donald Goldsmith & Tobias Owen 著，艾迪生維斯理朗文出版股份有限公司（Addison-Wesley），1999年8月初版。

### 影片
- 《公視演講廳 2: 21世紀談外星世界》，陳文屏，財團法人公共電視文化事業基金會，2010年4月30日。

## 榮譽
- 小行星19470[11]
- 2016年中華民國物理學會會士[12]

## 外部連結
- 陳文屏個人網頁 （页面存档备份，存于）／中央大學天文研究所之介紹 （页面存档备份，存于）／所屬紅外光學實驗室 （页面存档备份，存于）
- 老中青三代談臺灣高等天文教育(下)─ 訪陳文屏教授《臺北星空》39期
- 我的天文研究/訪陳文屏：星星的褓姆《臺北星空》25期

| 教育職務      | 教育職務                                               | 教育職務      |
| ------------- | ------------------------------------------------------ | ------------- |
| 國立中央大學  |                                                        |               |
| 前任： 蔡文祥 | 國立中央大學 天文研究所所長 2000年8月1日—2003年7月31日 | 繼任： 高仲明 |
| 前任： 高仲明 | 國立中央大學 天文研究所所長 2015年8月1日—              | 繼任： 現任   |